# Ypthima martini
Ypthima martini är en fjärilsart som beskrevs av Charles Oberthür. Ypthima martini ingår i släktet Ypthima och familjen praktfjärilar. Inga underarter finns listade i Catalogue of Life.